# Kosheen

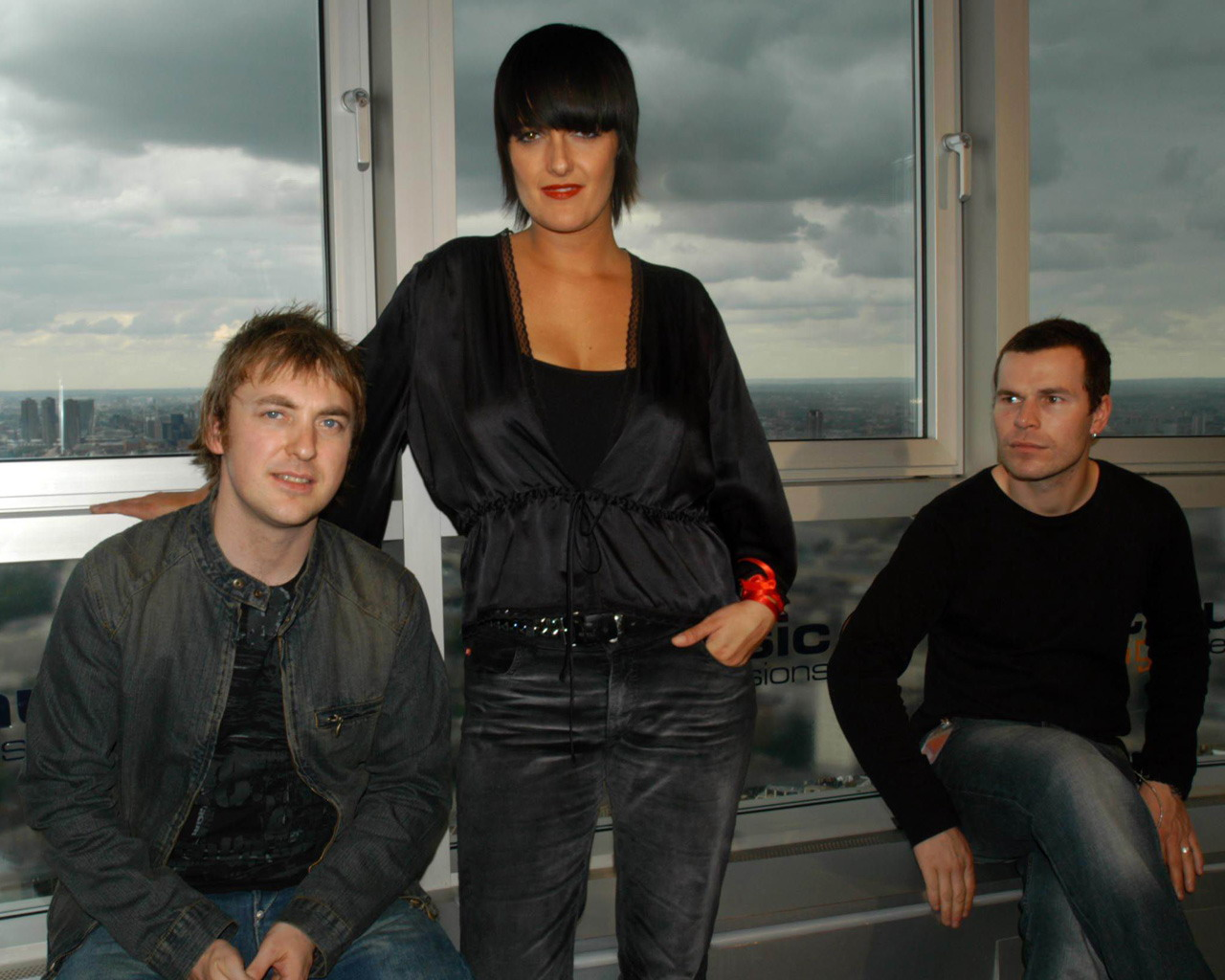
Kosheen (2004)

Kosheen ist eine 1999 gegründete Band aus Bristol, Großbritannien, bestehend aus der Sängerin Siân Evans, Mark Davies („Markee Ledge“) und Darren Beale („Darren Decoder“) aus Glasgow.

## Bandgeschichte
Die beiden männlichen Mitglieder stammen ursprünglich aus der Punk-Szene, während Evans zuerst in verschiedenen Jazz- und R-’n’-B-Bands sang.
Der Name der Band entstand während eines Besuchs in einem Tattoo-Studio und ist aus den japanischen Wörtern für „alt“ (古, ko) und „neu“ (新, shin) zusammengesetzt. Er soll den stilistischen Anspruch ausdrücken, moderne elektronische Musik mit klassischem Songwriting zu verbinden.
Kosheen hatte als Ziel, eine „offenere“, bühnentaugliche Art von Drum and Bass zu produzieren. Die erste Single hieß Hide U, das erste Album Resist (2001). Im Jahr 2003 erschien das zweite Album, Kokopelli, das deutliche Elemente von Rockmusik zeigte, während der Drum-and-Bass-Einfluss stark abgenommen hatte. Das dritte Album, Damage, erschien im März 2007 und ging wieder mehr in Richtung tanzbarer Titel, mit Anleihen beim Synthiepop.
Für Proteste sorgte ein für den 3. November 2007 geplanter Auftritt in Belgrad. Das Konzert sollte auf dem Alten Messegelände am rechten Save-Ufer, das während des Zweiten Weltkriegs als KZ benutzt wurde, stattfinden. Im „Judenlager Semlin“ kamen rund 50.000 Menschen ums Leben, darunter fast die ganze, rund 8.000 Mitglieder zählende jüdische Gemeinde Belgrads. Kosheen sagte das Konzert ab.
Am 13. Februar 2012 erschien die Single Get a New One. Das Video feierte noch am selben Tag Premiere auf der Facebookseite von Kosheen. Als zweite Single wurde Spies vorgestellt. Das Album Independence erschien im Mai 2012. Am 29. November 2013 folgte ihr fünftes Studio-Albums Solitude.
2015 spielte die Band eine vorerst letzte Europatournee, bevor sich die Bandmitglieder ihren jeweiligen Soloprojekten widmeten. Seit 2020 tritt die Band wieder gemeinsam auf. 2021 veröffentlichte das Label moksha recordings remastered Versionen der ersten drei Alben Resist, Kokopelli und Damage.

## Diskografie

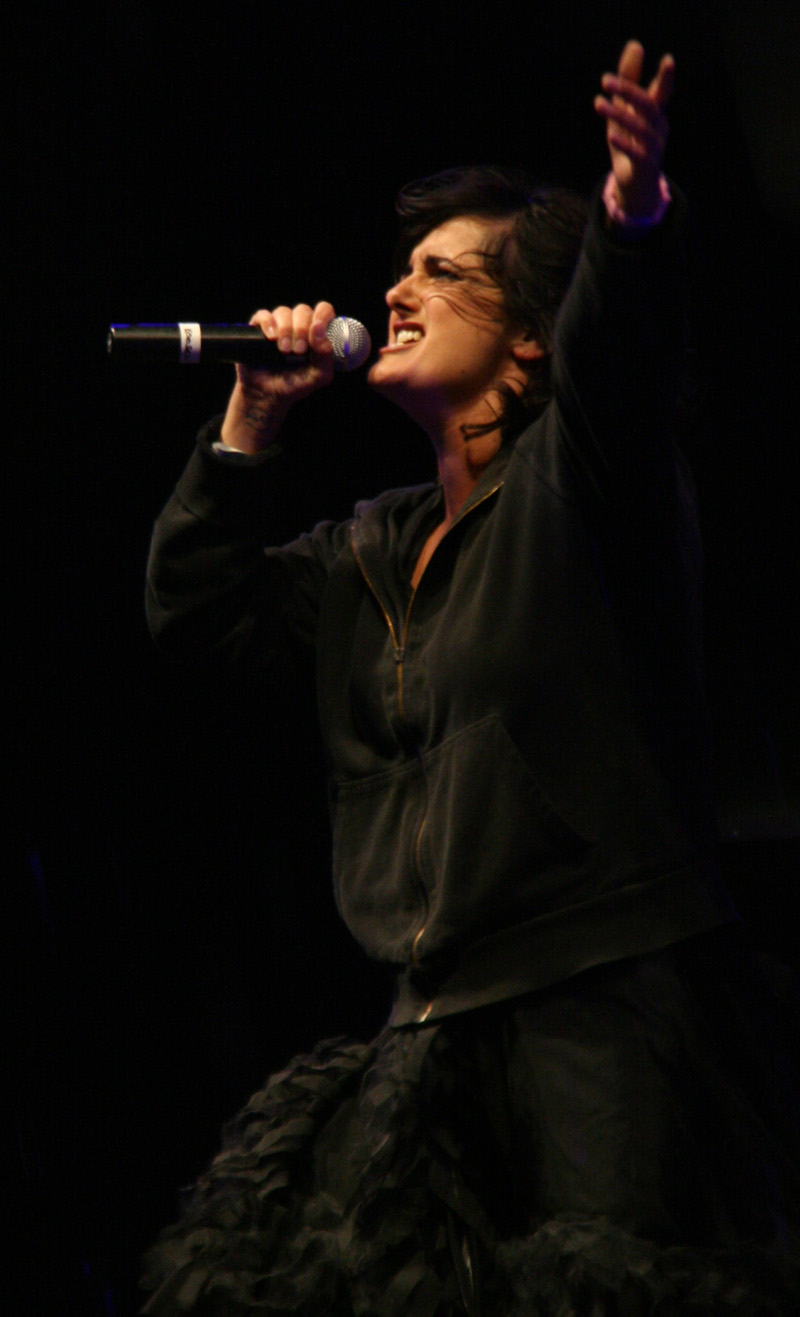
Siân Evans (Wien 2008)

### Studioalben
| Jahr | Titel Musiklabel             | Höchstplatzierung, Gesamtwochen, AuszeichnungChartplatzierungen (Jahr, Titel, Musiklabel, Platzierungen, Wochen, Auszeichnungen, Anmerkungen) | Höchstplatzierung, Gesamtwochen, AuszeichnungChartplatzierungen (Jahr, Titel, Musiklabel, Platzierungen, Wochen, Auszeichnungen, Anmerkungen) | Höchstplatzierung, Gesamtwochen, AuszeichnungChartplatzierungen (Jahr, Titel, Musiklabel, Platzierungen, Wochen, Auszeichnungen, Anmerkungen) | Höchstplatzierung, Gesamtwochen, AuszeichnungChartplatzierungen (Jahr, Titel, Musiklabel, Platzierungen, Wochen, Auszeichnungen, Anmerkungen) | Anmerkungen                              |
| Jahr | Titel Musiklabel             | DE | AT | CH | UK | Anmerkungen                              |
| ---- | ---------------------------- | --- | --- | --- | --- | ---------------------------------------- |
| 2001 | Resist BMG / Moksha          | DE45 (10 Wo.)DE | AT18 (19 Wo.)AT | — | UK8 Platin · (31 Wo.)UK | Erstveröffentlichung: 17. September 2001 |
| 2003 | Kokopelli BMG / Moksha       | DE16 (5 Wo.)DE | AT6 (9 Wo.)AT | CH30 (6 Wo.)CH | UK7 Gold · (7 Wo.)UK | Erstveröffentlichung: 11. August 2003    |
| 2007 | Damage Moksha                | DE48 (4 Wo.)DE | AT18 (8 Wo.)AT | CH23 (5 Wo.)CH | UK95 (1 Wo.)UK | Erstveröffentlichung: 23. März 2007      |
| 2012 | Independence Kosheen Records | — | AT37 (2 Wo.)AT | CH41 (2 Wo.)CH | — | Erstveröffentlichung: 28. September 2012 |
| 2013 | Solitude Kosheen Records     | — | — | — | — | Erstveröffentlichung: 29. November 2013  |

### EPs
- 2008: Berlin Live (Moksha)

### Singles
| Jahr | Titel Album                       | Höchstplatzierung, Gesamtwochen, AuszeichnungChartplatzierungen (Jahr, Titel, Album, Platzierungen, Wochen, Auszeichnungen, Anmerkungen) | Höchstplatzierung, Gesamtwochen, AuszeichnungChartplatzierungen (Jahr, Titel, Album, Platzierungen, Wochen, Auszeichnungen, Anmerkungen) | Höchstplatzierung, Gesamtwochen, AuszeichnungChartplatzierungen (Jahr, Titel, Album, Platzierungen, Wochen, Auszeichnungen, Anmerkungen) | Anmerkungen                           |
| Jahr | Titel Album                       | DE | AT | UK | Anmerkungen                           |
| ---- | --------------------------------- | --- | --- | --- | ------------------------------------- |
| 2000 | Empty Skies / Hide U Resist       | — | — | UK73 (1 Wo.)UK | Erstveröffentlichung: 6. Mai 2000     |
| 2001 | (Slip and Slide) Suicide Resist   | — | — | UK50 (2 Wo.)UK | Erstveröffentlichung: April 2001      |
| 2001 | Hide U (Remix) Resist             | DE77 (5 Wo.)DE | — | UK6 (7 Wo.)UK | Erstveröffentlichung: 20. August 2001 |
| 2001 | Catch Resist                      | DE19 (15 Wo.)DE | — | UK15 (9 Wo.)UK | Erstveröffentlichung: Dezember 2001   |
| 2002 | Hungry Resist                     | DE79 (5 Wo.)DE | — | UK13 (4 Wo.)UK | Erstveröffentlichung: April 2002      |
| 2002 | Harder Resist                     | — | — | UK53 (2 Wo.)UK | Erstveröffentlichung: August 2002     |
| 2003 | All in My Head Kokopelli          | — | — | UK7 (8 Wo.)UK | Erstveröffentlichung: Juli 2003       |
| 2003 | Wasting My Time Kokopelli         | — | — | UK49 (2 Wo.)UK | Erstveröffentlichung: Oktober 2002    |
| 2007 | Overkill (Is It Over Now?) Damage | DE70 (3 Wo.)DE | AT60 (3 Wo.)AT | — | Erstveröffentlichung: 16. März 2007   |
| 2012 | Addict Independence               | — | AT59 (1 Wo.)AT | — | Erstveröffentlichung: September 2012  |

## Auszeichnungen für Musikverkäufe
| Goldene Schallplatte - Griechenland - 2002: für die Single Hide U |

Anmerkung: Auszeichnungen in Ländern aus den Charttabellen bzw. Chartboxen sind in ebendiesen zu finden.
| Land/RegionAuszeichnungen für Musikverkäufe (Land/Region, Auszeichnungen, Verkäufe, Quellen) | Gold     | Platin  | Verkäufe | Quellen         |
| -------------------------------------------------------------------------------------------- | -------- | ------- | -------- | --------------- |
| Griechenland (IFPI)                                                                          | Gold1    | —       | 10.000   | Einzelnachweise |
| Vereinigtes Königreich (BPI)                                                                 | Gold1    | Platin1 | 400.000  | bpi.co.uk       |
| Insgesamt                                                                                    | 2× Gold2 | Platin1 |          |                 |